# Октябрьский мост (Красноярск)
Октя́брьский мост имени Па́вла Сте́фановича Феди́рко (с 1986 по 2019 год — Октябрьский мост) — автомобильно-пешеходный мост через реку Енисей в Красноярске.
Мост соединяет Ленинский и Советский районы.
Своё название он получил из-за того, что первый камень был заложен 7 ноября 1977 года, в 60-ю годовщину Октябрьской революции.
Конструкция моста — цельнометаллическая. Мостовой переход состоит из двух сегментов и сухопутной части, проходящей по Татышевому острову. Длина собственно моста над основным руслом — около 900 м, над протокой между островом и левым берегом — 300 м. Общая длина мостового перехода — 2605 м. Длина главного пролёта — 200,2 метров. Ширина моста — 35,8 метров.
Строительство началось в 1977 году. Мост введён в эксплуатацию 29 августа 1986 года. В справочнике «Мостостроение мира» он отмечен как мост, имеющий самый большой судоходный пролет рекордной длины — 200,2 метров.
Первоначальный проект предусматривал, кроме автомобильного, трамвайное сообщение по мосту. В результате проведённой в 2006—2008 годах реконструкции моста осуществлён демонтаж трамвайных путей в пользу увеличения числа полос автомобильного транспорта (восемь полос движения над основным руслом и протокой и десять полос — на Татышевом острове).
С 2019 по 2024 год идут дискуссии о возвращении трамвайных путей на мост.
17 сентября 2019 года мосту было присвоено имя Павла Стефановича Федирко, руководителя Красноярского края с 1972 по 1987 годы.